# Karangtengah (Baturraden)
Karangtengah is een plaats en bestuurslaag (kelurahan) in het onderdistrict (kecamatan) Baturraden in het regentschap Banyumas van de provincie Midden-Java, Indonesië. Karangtengah telt 6436 inwoners (volkstelling 2010).